# 邏輯航空
邏輯航空（AeroLogic）成立于2007年9月，由汉莎货运航空与敦豪以50%比50%的持股比例共同创立，并于同年9月正式运作，在两年后的2009年6月29日正式开始航空运营，公司的主要运营飞机由8架分别在2009年和2010年交付的波音777货机组成。该航空公司是由德国DHL快递公司和汉莎货运航空公司共同投资的货运航空公司，但是同时邏輯航空拥有自己的营业执照、运输权并且负责包括飞机、飞行员和网络在内所有空中业务。
邏輯航空总部位于施科伊迪茨的莱比锡/哈雷机场，目前员工数量约250人，其中175人属于机组人员。邏輯航空的主要股东DHL和汉莎同时也是其主要顾客，其整体的营销模式以及销售方式都是由敦豪和汉莎负责。公司的主要航线包括20多个目的地，其中包括欧洲、中东、亚洲和北美。

## 機隊
截至2021年9月，邏輯航空機隊如下：
| 機型     | 服役中 | 訂購中 | 備註 |
| -------- | ------ | ------ | ---- |
| 波音777F | 22     | —      |      |
| 總計     | 22     | —      |      |

1. ↑  . planespotters.net. 2021-07-01  [2021-07-01]. （原始内容存档于2021-01-21）.